# Домашня робота (фільм)
«Домашня робота» (англ. The Art of Getting By) — американська мелодрама режисера Гевіна Вьесена, знята за його власним сценарієм. У головних ролях — Фредді Хаймор і Емма Робертс. Прем'єра відбулася 23 січня 2011 року на кінофестивалі «Санденс»
Фільм «Домашня робота» отримав досить низький рейтинг на популярному сайті Rotten Tomatoes, незважаючи на те, що робота акторів була оцінена критиками високо.
Прем'єрний показ фільму «Домашня робота» пройшов 23 січня 2011 року в рамках кінофестивалю<Саденс>. У прокат картина вийшла значно пізніше: 17 червня 2011-го.
Оригінальна назва картини — «The Art of Getting By», що можна перекласти як «Мистецтво виплутуватися» або «Мистецтво не здаватися».

## Сюжет
Джордж — учень старшої школи, що володіє талантом художника і фаталістичним поглядом на життя. Все навколо здається йому абсолютно безглуздим, тому домашню роботу Джордж не робить, і в результаті виявляється на випробувальному терміні. Дізнавшись про своє становище, Джордж одного разу піднімається на шкільний дах і зустрічає там популярну красуню на ім'я Салі, яка курить і тим самим порушує правила.
При появі вчителя Джордж бере провину на себе, і Саллі вирішує його віддячити. Їх спілкування, що почалося при таких незвичайних обставинах, стає для Джорджа дивним досвідом. З Саллі він відчуває себе як на американських гірках: вони ходять на вечірки, спілкуються з новими людьми і не можуть визначитися, чого хочуть від своїх відносин. А поки Джордж намагається розібратися в собі і краще пізнати нову подругу, школа все так же вимагає уваги: Джорджу потрібно закінчити свій художній проект, від якого залежить його майбутнє.

## У ролях
- Фредді Гаймор — Джордж Зінавой
- Емма Робертс — Саллі Хау
- Майкл Ангарано — Дастін Мейсон
- Елізабет Різер — Шарлотта Хау
- Ріта Вілсон — Вів'єн Сарджент
- Сем Робардс — Джек Сарджент
- Алісія Сільверстоун — міс Херман
- Блер Андервуд — директор Білл Мартінсон
- Маркус Карл Франклін — Вілл Шейп
- Саша Спілберг — Зої Рубенштейн
- Ярлат Конрой — Гарріс МакЕлрой
- Енн Дауд — місіс Граймс

## Створення фільму
Для режисера Гевіна Вьесена ця картина стала дебютною повнометражною роботою. Раніше він виступив продюсером фільму «Draftdodging» і взяв участь в створенні музичної драми «Дуети» (Duets, 2000). Першою режисерською роботою Гевіна Вьесена стала комедійна короткометражка «Kill the Day». У фільмі «Домашня робота» Вьесен виступив не тільки режисером, але і сценаристом. Зйомки проходили в Нью-Йорку і почалися 23 квітня 2010 року. Оператором фільму став Бен Катчінс, а музику написав Алек Пуро.

## Цитати з фільму
- «У дитинстві я прочитав фразу: Ми всі помираємо на самоті. Так навіщо ж витрачати життя на роботу, зусилля, боротьбу? Заради ілюзії? Адже ні друзі, ні дівчата, ні відмінювання дієслів, ні отримання квадратного кореня гіпотенузи, не допоможе мені уникнути своєї долі».
- «— Я не розумію, що я тут роблю. — Ніхто цього не розуміє. Принаймні, ти в цьому зізнався.»
- «Ти права, я повинен був зізнатися тобі і раніше …Я люблю тебе. І завжди любив. Я думав, що ти робиш нечесно, але робив нечесно я, бо мовчав. Я був ніякий, але ти мене змінила. Зараз я вже інший.»

- «— Тобі потрібно покопатися в оточуючому тебе світі, тоді ти зможеш розвинути свій талант і почати думати головою, щоб висловити красу свого серця.»